# Битка при Белчите (1937)
Битката при Белчите се отнася до поредица от военни операции, проведени между 24 август и 7 септември 1937 г. в и около малкия град Белчите, в Арагон по време на Гражданската война в Испания.

## Републиканска офанзива
Републиканската армия на Изтока, заедно с XI и XV Интернационални бригади, започва настъплението си с 80 000 души, три авиационни ескадрили с Polikarpov I-16 (moscas), Polikarpov I-15 (chatos) (общо 90 самолета) и 105 танка Т-26 в три основни и пет второстепенни направления на 100 километрова отсечка между Суера и Белчите. На първите два фронта (северен и централен) републиканците успяват да завземат само свободни територии. В южната част на фронта републиканската армия незабавно превзема село Медиана, а Куинто е превзет на четвъртия ден от офанзивата. В село Кодо са три роти на Рекете, които свързват две републикански бригади. Най-ожесточена е съпротивата в Белчите, където 7 000 защитници националисти се съпротивляват до 7 септември в обкръжения град, когато републиканците го превземат. Тези забавяния позволяват на националистите да докарат подкрепления и пълномащабната офанзива срещу Сарагоса се проваля.

## Националистическа контраофанзива
С пет националистически дивизии, две от които са изтеглени от Мадридския фронт, артилерия и 65 Fiat CR.32, Heinkel He 46, Savoia Sm-79 и Messerschmitt Bf 109, контраофанзивата на националистите започва на 30 август и завършва на 6 септември. Единственият голям успех на националистите е свалянето на пет I-15, но те не успяват да пробият републиканските линии.

## Последица
Въпреки че републиканците постигат известен успех и прокарват фронтовата линия 10 километра по-дълбоко в територията на националистите, и двете основни цели на офанзивата се провалят. Националистите не отлагат голямата си офанзива на север, както правят преди битката при Брунете, и опитът за превземане на Сарагоса се проваля.

## Руини
Целият град е унищожен. Франсиско Франко нарежда руините да бъдат оставени недокоснати като "жив" паметник на войната. В близост до стария е построен нов град. Дупките и пещерите в хълма Лобо на юг от Белчите, откъдето позициите на испанската републиканска артилерия стрелят към сегашния стар град на Белчите, са запазени и са отворени за посетители.